# T in the Park
 (mai 2024).
Le T in the Park était un festival de musique, principalement rock, qui se déroulait près de Kinross, en Écosse, le deuxième week-end de juillet depuis 1994. C'était l'un des plus grands festivals du Royaume-Uni et il se tenait sur trois jours depuis l'édition 2007, le même week-end que le festival Oxegen, en Irlande, avec qui il partageait une grande partie de sa programmation. Il était sponsorisé par les brasseries Tennent's. En juillet 2019, l'organisateur Geoff Ellis annonce que le festival, arrêté en 2016 après avoir dû être déplacé vers un nouveau site, ne reprendra pas.

## Programmation

### Années 2010

#### 2016
Faithless , etc.

#### 2014

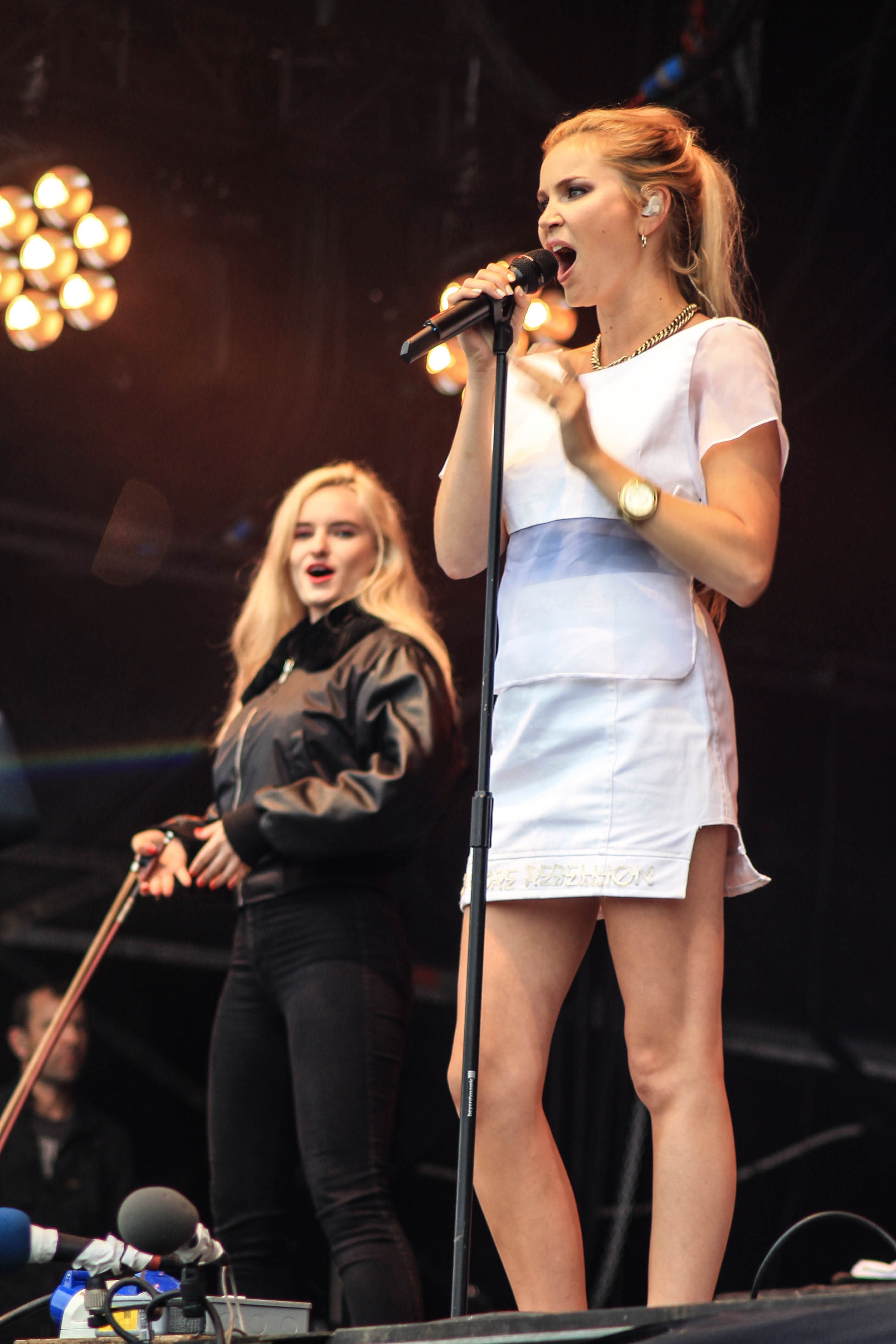
Clean Bandit, T in the Park 2014

MGMT, Clean Bandit, Pink, Ozzy Osbourne, Nicki Minaj

#### 2013
Rihanna, The Killers, Phoenix, Snoop Dogg, Stereophonics, Editors, Mumford & Sons, Calvin Harris, Kraftwerk, My Bloody Valentine, Travis, The Fratellis, Two Door Cinema Club, Yeah Yeah Yeahs, David Guetta, Jake Bugg

#### 2012
Snow Patrol, Kaiser Chiefs, Florence and the Machine, Kasabian, Keane, Simple Minds, The Stone Roses, The Subways, Enter Shikari, New Order, The Maccabees, Blood Red Shoes, Calvin Harris, David Guetta, Sven Väth, Swedish House Mafia ...

#### 2011
Coldplay, Foo Fighters, Beyoncé Knowles, Blink-182, Tom Jones, Weezer, Arctic Monkeys, Kesha, My Chemical Romance, Blondie, Pulp, Primal Scream, Eels, White Lies, Manic Street Preachers, KT Tunstall, Friendly Fires, Beady Eye, Brandon Flowers, Vitalic, Calvin Harris, Soulwax, Bruno Mars, Jessie J, Crystal Castles, Ocean Colour Scene, Jimmy Eat World, The Streets, Miles Kane, Swedish House Mafia, The View...

#### 2010
Muse, Eminem, The Prodigy, Kasabian, Skunk Anansie, The Black Eyed Peas, Thirty Seconds to Mars, The Stranglers, Editors, Gossip, Madness, Jay-Z, Stereophonics, Faithless, Biffy Clyro, Mumford & Sons, Carl Cox, David Guetta, Florence and the Machine, Rise Against ...

### Années 2000

#### 2009
Blur, Snow Patrol, Kings of Leon, Franz Ferdinand, Lady Gaga, Nine Inch Nails, Nick Cave, The Killers, Keane, Lily Allen, Manic Street Preachers, Pet Shop Boys, Bloc Party, Pendulum, The Mars Volta, White Lies, The Ting Tings, Razorlight, Jeff Mills, Seasick Steve, The View...

#### 2008

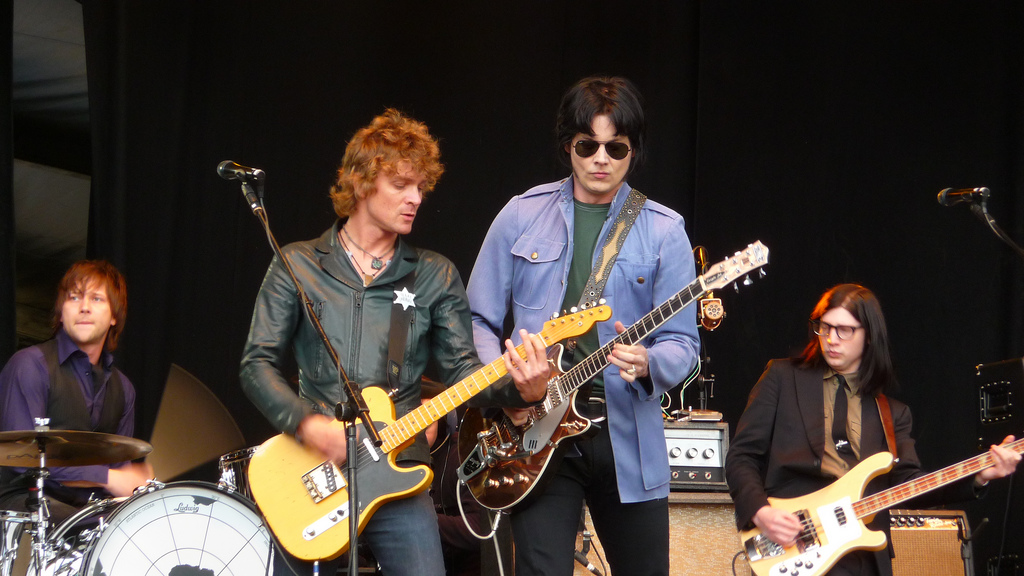
The Raconteurs, T in the Park 2008

R.E.M., Rage Against the Machine, Amy Winehouse, The Prodigy, Kaiser Chiefs, Kings of Leon, The Verve, Interpol, The Stranglers, Counting Crows, MGMT, The National, Stereophonics, The Pogues, The Chemical Brothers, Kate Nash, The Kooks, The Subways, Biffy Clyro, dEUS, Blood Red Shoes...

#### 2007
Snow Patrol, Arctic Monkeys, Arcade Fire, The Killers, Queens of the Stone Age, Kings of Leon, Kasabian, Editors, Interpol, Avril Lavigne, Bloc Party, The Kooks, My Chemical Romance, Klaxons, Lily Allen, James Morrison, Biffy Clyro, Air, Cansei de Ser Sexy, Gossip, Enter Shikari, Sinéad O'Connor, Blood Red Shoes...

#### 2006
Red Hot Chili Peppers, The Who, Placebo, The Strokes, Arctic Monkeys, Franz Ferdinand, Manu Chao, Kaiser Chiefs, Editors, Kasabian, Sigur Rós, Eels, Ben Harper, Phoenix, Wolfmother, The Kooks, The Subways, Hard-Fi, Goldfrapp...

#### 2005
Green Day, Foo Fighters, The Prodigy, Queens of the Stone Age, James Brown, The Killers, Interpol, New Order, Kaiser Chiefs, Keane, Kasabian, Travis, Audioslave, Bloc Party, Echo and the Bunnymen, LCD Soundsystem, Editors, Biffy Clyro, The Subways, Razorlight...

#### 2004
Muse, The Strokes, Massive Attack, The Black Eyed Peas, Pixies, Pink, The Killers, The Libertines, Franz Ferdinand, PJ Harvey, Keane, Faithless, Snow Patrol, Kings of Leon, Amy Winehouse, The Darkness, The Chemical Brothers, Scissor Sisters...

#### 2003
R.E.M., Coldplay, The Flaming Lips, The Cardigans, Idlewild, Supergrass, Feeder, Echo and the Bunnymen, The Mars Volta, Underworld, The Darkness, Franz Ferdinand, Kings of Leon, Snow Patrol, Tricky, Biffy Clyro...

#### 2002
Green Day, Oasis, Foo Fighters, Sonic Youth, Primal Scream, No Doubt, The Hives, Morcheeba, Air, The Dandy Warhols, Ian Brown, The Chemical Brothers...

#### 2001
Placebo, Muse, Coldplay, The Strokes, Nelly Furtado, Stereophonics, Feeder, Beck, Noel Gallagher, Texas, Snow Patrol, Laurent Garnier...

#### 2000
Iggy Pop, Moby, Muse, Coldplay, Travis, Macy Gray, Morcheeba, Idlewild, Supergrass, All Saints...

### Années 1990

#### 1999
Placebo, Blur, Massive Attack, Manic Street Preachers, Muse, Fat Boy Slim, Carl Cox, Faithless, Stereophonics, etc.

#### 1998
The Prodigy, Robbie Williams, Beastie Boys, Portishead, Garbage, Natalie Imbruglia, Pulp, Ian Brown, Travis...

#### 1997
Daft Punk, Texas, Placebo, Paul Weller, Stereophonics, Travis, Bush...

#### 1996
Alanis Morissette, Radiohead, Foo Fighters, The Prodigy, Manic Street Preachers, Beck, Pulp...

#### 1995
Massive Attack, Kylie Minogue, The Prodigy, Underworld, Skunk Anansie, Supergrass, The Verve, Therapy?...

#### 1994
Oasis, Blur, Rage Against the Machine, Björk, Manic Street Preachers, Cypress Hill, Primal Scream, Ash...